# Сент-Геленс (Англія)
Сент-Геленс (англ. St Helens) — місто у Мерсісайді, Англія з населенням 102 629 осіб. Це адміністративний центр столичного округу Сент-Геленс, населення якого  становило 176 843 особи.
Сент-Геленс знаходиться на південному заході історичного графства Ланкашир, за 6 миль (10 кілометрів) на північ від річки Мерсі. Місто розташоване за 15 миль на схід від центру Ліверпуля. Місто історично лежало в стародавньому Ланкаширській частині Західного Дербі, відомому як сотня. Спочатку місто виникло як невелике поселення в містечку Віндл, але до середини 1700-х років місто стало синонімом ширшої території; до 1838 року воно формально стало відповідальним за управління чотирма містечками: Еклстон, Парр, Саттон і Віндл. У 1868 році місто було створено шляхом інкорпорації як муніципального району, а пізніше стало округом у 1887 році; Сент-Геленс став столичним районом у 1974 році з розширеною адміністративною відповідальністю за міста та села в безпосередній близькості.
Ця територія швидко розвинулась під час промислової революції 18-го та 19-го століть у значний центр видобутку вугілля і виробництва скла. Тут також була бавовняна та лляна промисловість (зокрема виготовлення вітрил), яка тривала до середини 19 століття, а також соляні, вапняні та лужні кар’єри, виплавка міді і пивоваріння. Виробник скла Pilkington є єдиним великим промисловим роботодавцем міста, що залишився; раніше тут були Beechams, Gamble Alkali Works, Ravenhead Glass, United Glass Bottles, Triplex, Daglish Foundry і пивоварня Greenall's.